# 田原親宏
田原親宏（日语：／ Tawara Chikahiro，？—1579年10月6日）是日本戰國時代武將，大友氏家臣。

## 生涯
親宏是田原親述之子，最初名為親實。由於親宏兄長田原親董死時無子，因此親宏以親董養子的身份繼任家督。在大友義鑑年代開始，親宏便出仕於大友氏，在天文3年（1534年）爆發的勢場原之戰中與大内義隆手下的陶興房交戰。田原氏本身是大友氏的庶家，被譽為豐後最有力的大身。因此，歷代大友氏當主，包括義鑑和大友義鎮等均對親宏有所提防，不但解任其年寄職務，甚至將親宏逐出豐後。天文12年（1543年），親宏到達出雲投靠義隆。
然而，由於義鑑在二階崩之變中死去，繼任的義鎮在兩年後允許親宏復歸，並且讓其擔任國東郡安岐鄉和國東鄉政所職。其後，親宏多次參與大友氏多場主要戰事，在弘治3年（1557年）大内義長不敵毛利元就而自殺後，親宏亦有份佔領豐前等北九州的大內氏舊領。永祿年間，大内氏滅亡後，親宏與染指北九州的毛利氏戰鬥，並且在豐前立下戰功，在永祿10年（1567年）得到宗麟賞賜。永祿11年（1568年），親宏亦有參與攻打高橋鑑種和在永祿13年（1570年）與毛利氏決一高下的多多良濱之戰，並且立下戰功。然而，親宏雖然得到宗麟賞賜，但是同時亦被宗麟提防，宗麟為了壓止親宏，將其所領轉讓給田原氏分家親宏的義兄田原親賢，企圖促使田原氏內部陷入分裂。
天正6年（1578年）11月，大友氏在耳川之戰中不敵島津氏而失勢，同年12月親宏逃離豐後府內，返回自己的居城位於國東郡的安岐城。其後，親宏要求親賢，交還以前宗麟強行轉讓的舊領，並且與女婿秋月種實密謀舉兵。對此，宗麟和其子大友義統在心想必死無疑的同時，安慰一眾家臣，並且按照親宏的要求，歸還舊領。當時，傳教士等均認為如果親宏舉兵攻打府內的話，大友氏必定滅亡。正當親宏計劃舉兵進攻時，卻突然病倒，並且在天正7年（1579年）死去，由婿養子田原親貫接任家督。

## 脚注
1. ↑  外山幹夫『大友宗麟』66頁。
2. 1 2  外山幹夫『大友宗麟』67頁。
3. ↑  外山幹夫『大友宗麟』259頁。
4. ↑  外山幹夫『大友宗麟』67頁・259頁。